# Bogovolja
Bogovolja – wieś w Chorwacji, w żupanii karlowackiej, w gminie Cetingrad. W 2011 roku liczyła 170 mieszkańców.